# Anthistarcha
Anthistarcha is een geslacht van vlinders van de familie tastermotten (Gelechiidae).

## Soorten
- A. binocularis Meyrick, 1929
- A. geniatella (Busck, 1914)